# Selbstmördertür

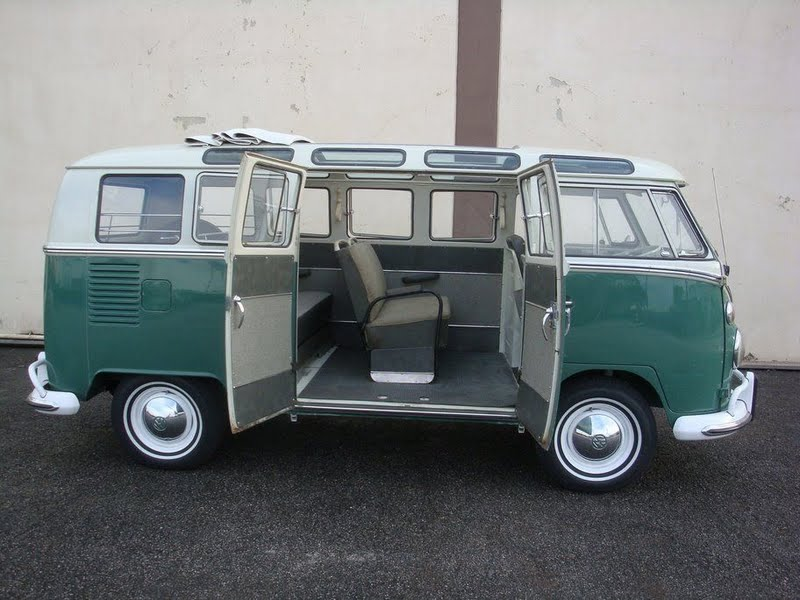
VW-Bus (1950er-Jahre) Vordertüren Normalausführung, Fahrgasttüren als Portaltüren

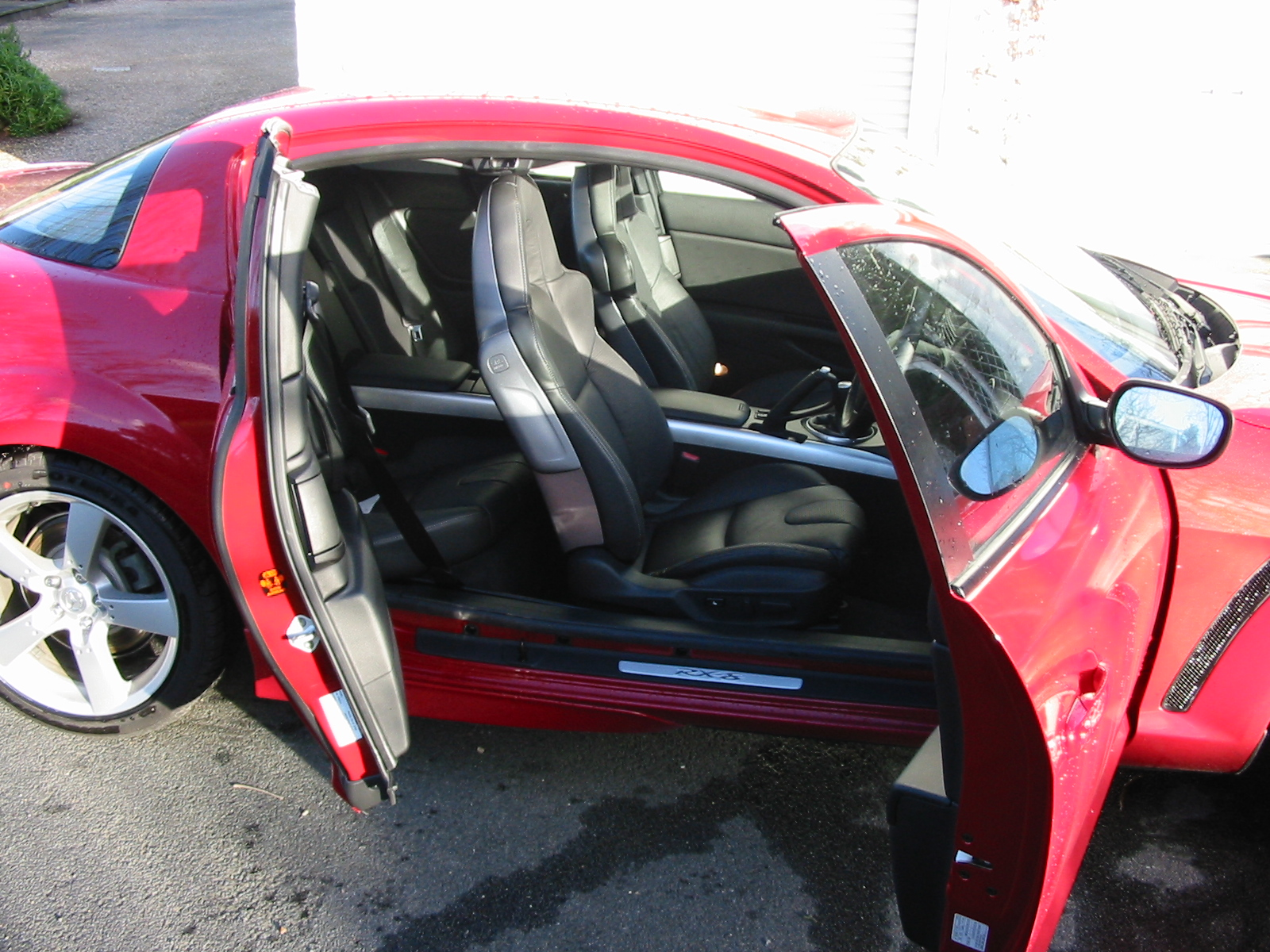
Mazda RX-8 mit (halben) Portaltüren, bei Mazda „Freestyle-doors“ genannt

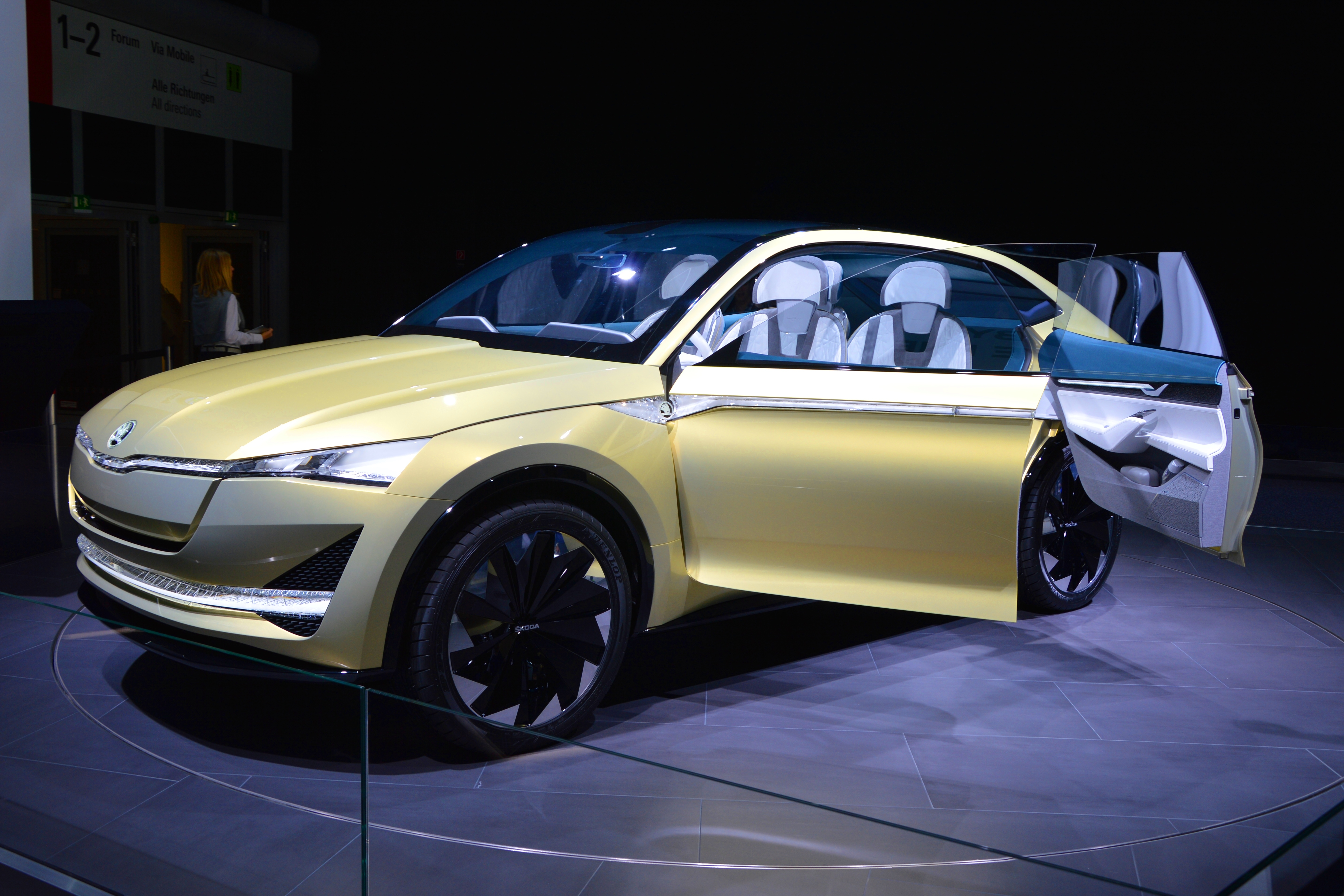
Škoda Vision E, Konzeptauto mit Portaltüren

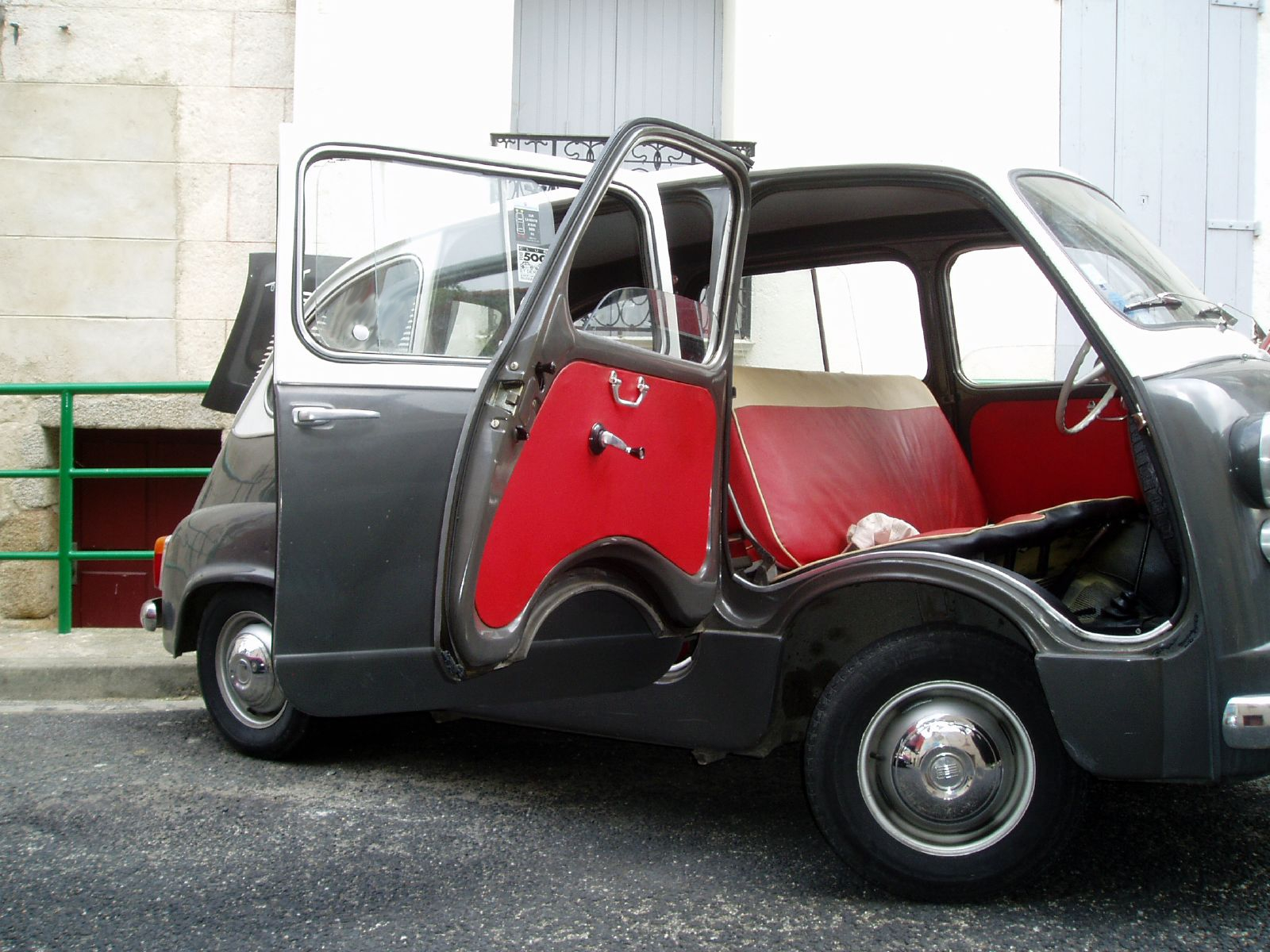
Fiat Multipla 600: minimierte Produktionskosten: beide Türen sind an der B-Säule angeschlagen

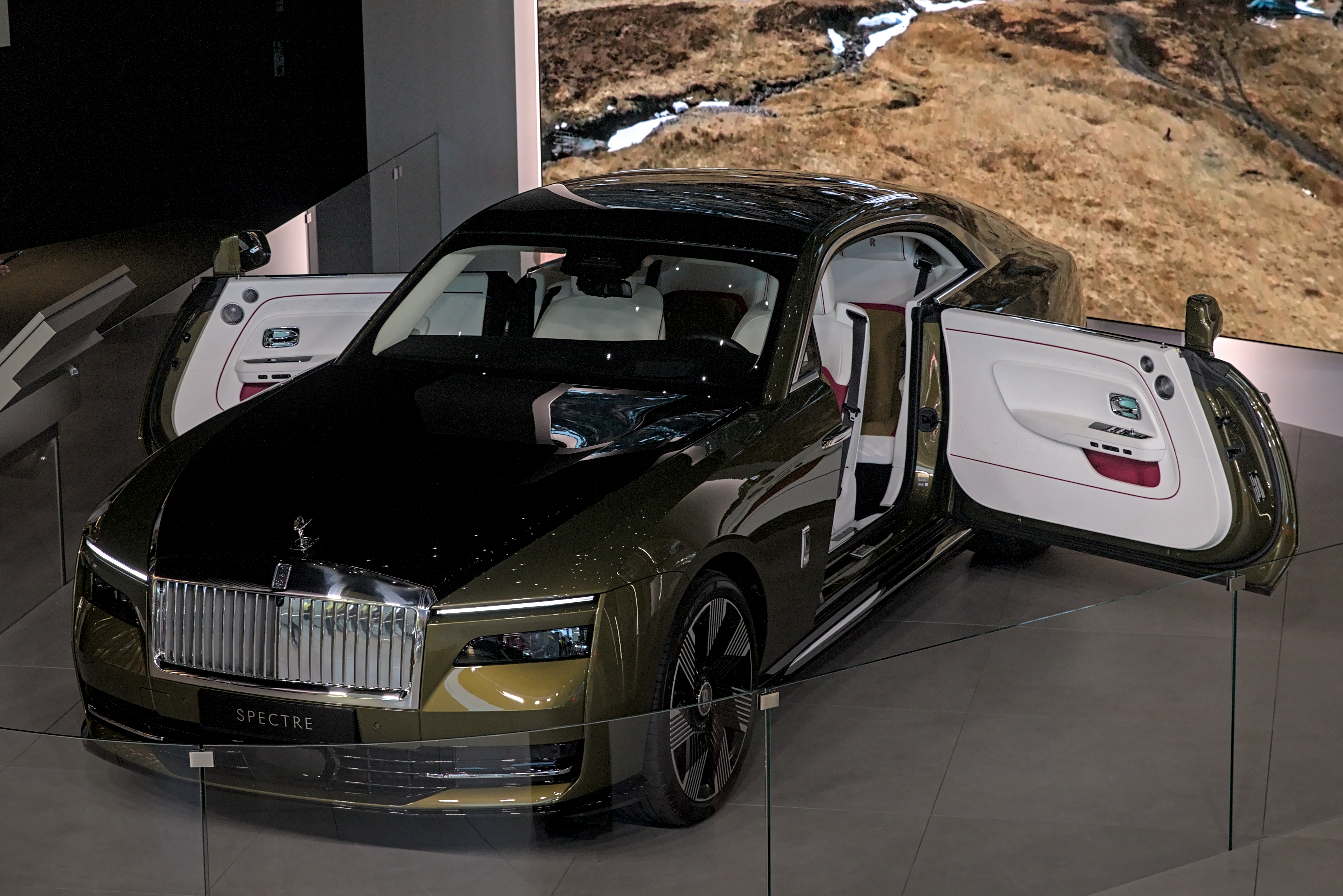
Rolls-Royce Spectre

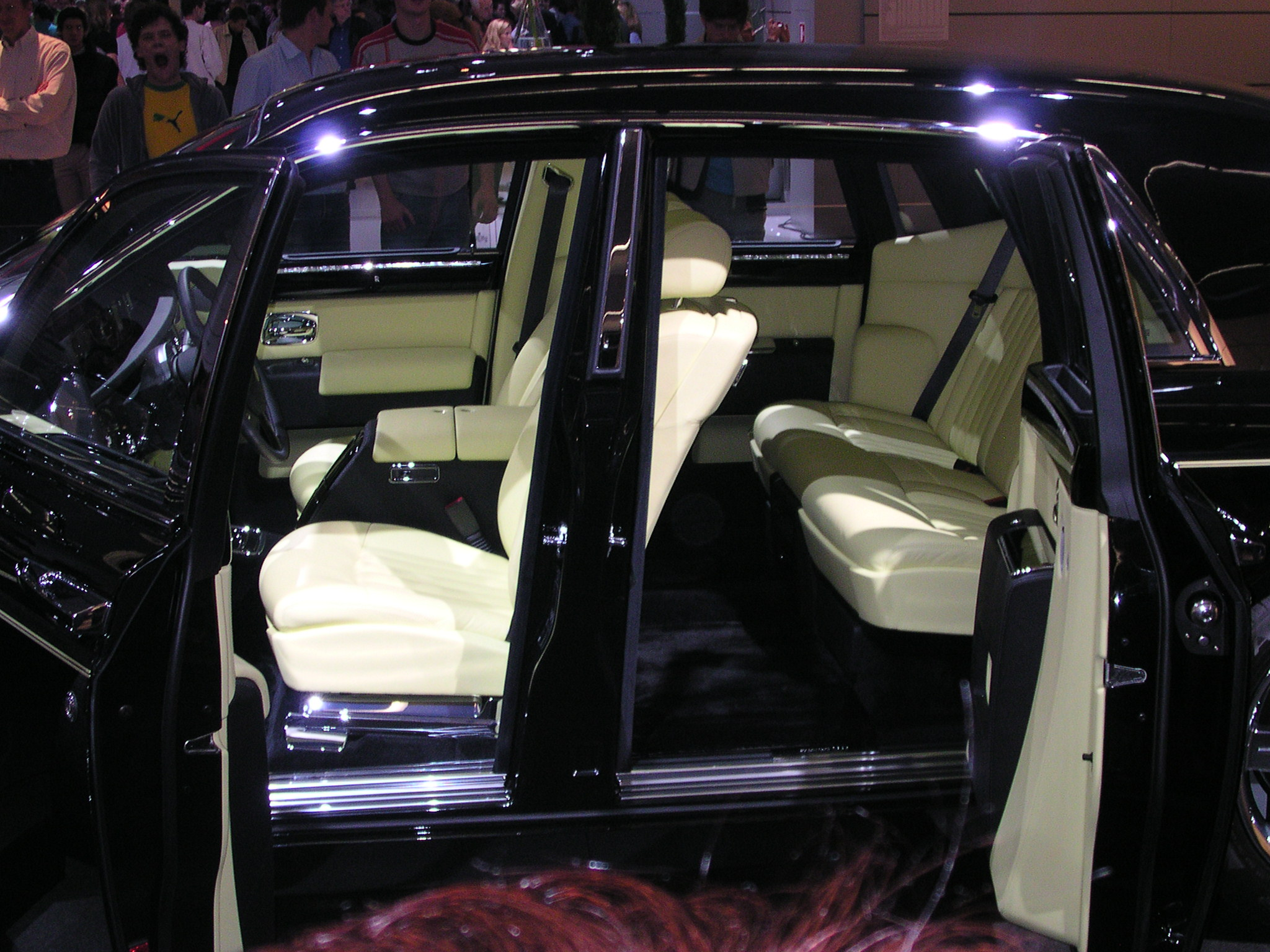
Rolls-Royce Phantom: Portaltüren

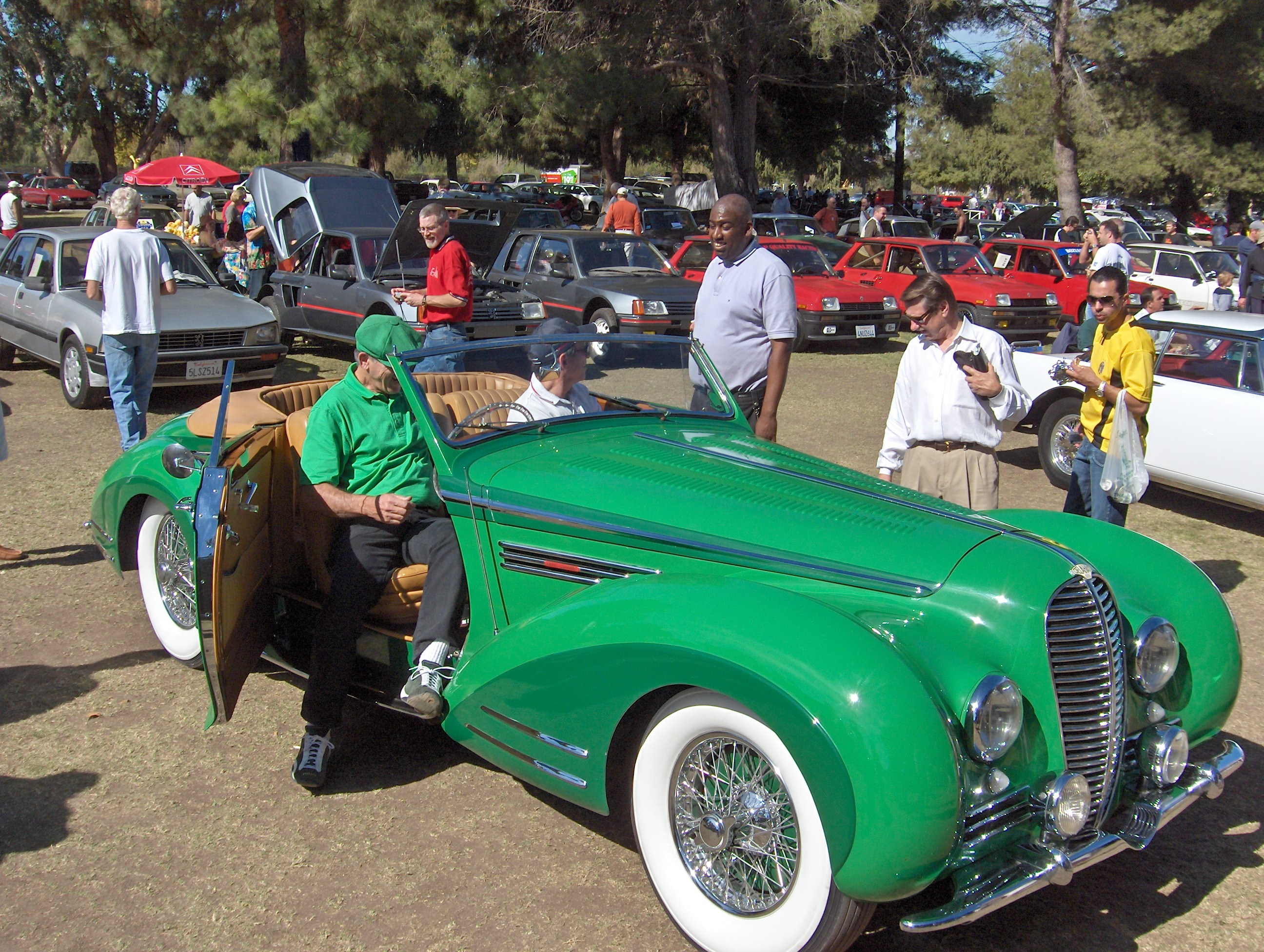
Delahaye 135 Cabriolet mit hinten angeschlagenen Türen

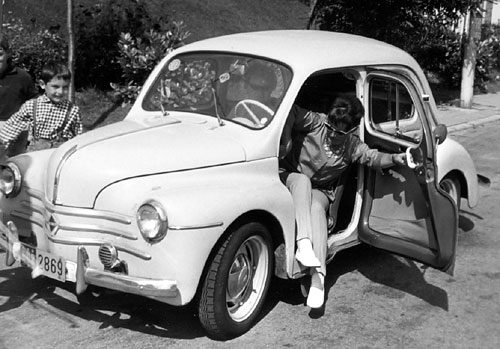
Renault 4CV: minimierte Produktionskosten: beide Türen an der B-Säule angeschlagen

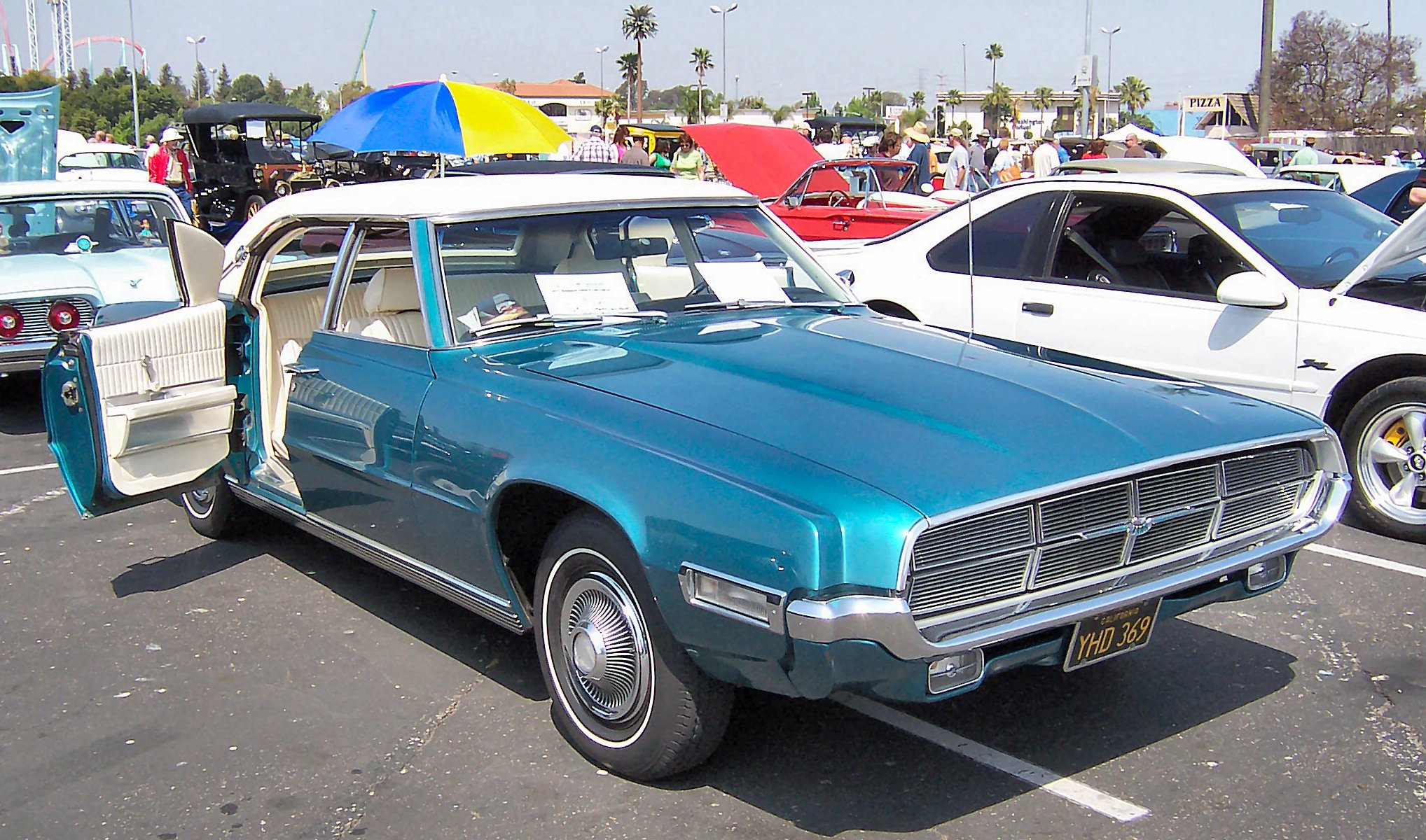
Ford Thunderbird (1967–1971)

Selbstmördertür wird umgangssprachlich eine Fahrzeugtür genannt, die nicht vorne, sondern hinten angeschlagen ist. Diese Bauart ist wegen des größeren Platzangebots beim Ein- und Aussteigen (Freihalten des Trittbereichs neben dem Auto und griffgünstigere Lage der Türöffner) in der Regel bequemer. Die Kombination Vordertüren vorne angeschlagen und Hintertüren hinten angeschlagen nennt sich Portaltür. Wird dabei auch noch auf die B-Säule verzichtet, bietet diese Lösung unter den Anschlagtüren die größtmögliche Bequemlichkeit beim Ein- und Aussteigen. Hinten angeschlagene Türen waren bereits in den Anfangstagen der geschlossenen Karosserien üblich.

## Gefährdung durch Türen
Die hinten angeschlagenen Türen wurden 1961 in Deutschland für Neufahrzeuge verboten, weil sie bei unbeabsichtigtem Öffnen während der Fahrt nicht durch den Fahrtwind zugedrückt, sondern durch den großen Luftwiderstand der Türfläche aufgerissen und überdreht werden. Hält ein Insasse während der Fahrt die sich öffnende Tür mit der Hand fest (z. B. um sie wieder zu schließen), wird bei höheren Geschwindigkeiten die Kraftwirkung unterschätzt und die Person kann am Arm nach außen gezogen werden. Die abstehende Tür kann sich verspreizend an Gegenverkehr oder einem Hindernis am Straßenrand verkeilen. Eine besondere Gefahr bestand für Kinder, die früher weder angegurtet waren noch in Kindersitzen saßen. Außerdem wird eine unvorsichtig geöffnete Tür auf der Straßenseite von einem dagegenstoßenden Fahrzeug mit Wucht zugeschlagen, was bei einem im Aussteigen begriffenen Passagier schwerste Verletzungen nach sich ziehen kann.
Die Verbotsgegner wiesen darauf hin, dass beim Aufprall des Fahrzeugs die hinten angeschlagenen Türen auch bei verzogener Karosserie nicht aufsprangen und die Insassen nicht aus dem Fahrzeug geschleudert werden konnten. Ein weiteres Argument war, dass vorn angeschlagene Türen bei unachtsamer Öffnung durch ein von hinten kommendes Fahrzeug abgerissen werden könnten, während eine Selbstmördertür dann wieder zugeschlagen werde.
Es gab Hersteller, die in laufender Produktion die Türanschläge der neuen Gesetzeslage anpassten; der Fiat Nuova 500 ist ein Beispiel dafür: Frühe Modelle haben die Türscharniere hinten und die Türgriffe vorn, bei den späteren Exemplaren ab 1965 war es umgekehrt. Weil die Gesetzeslage die hinten angeschlagenen Türen schon früher verbot, hatte Fiat für die letzten drei Produktionsjahre des D-Modells eine Ausnahmegenehmigung erwirkt, die mit einem speziellen Stempel in jedem Fahrzeugbrief vermerkt wurde.
Heutige Auflage für die Betriebserlaubnis ist eine Sicherung, die verhindert, dass die Türen während der Fahrt geöffnet werden können. Darüber hinaus ist diese Bauart bei Fahrzeugen mit niedriger Höchstgeschwindigkeit wie beispielsweise Traktoren, Baumaschinen und dergleichen noch sehr verbreitet.

## Renaissance hinten angeschlagener Türen
Eine Zeit lang erlebte diese Türenform in der Ausführung als Portaltüren eine kleine Renaissance, verschiedene Automobildesigner experimentieren wieder mit diesem Stilmittel. Vor allem Fahrzeuge der Luxusklasse werden damit ausgestattet. So gab und gibt es im Fuhrpark des britischen Königshauses (mit Fahrzeugen von Daimler, Rolls-Royce und Bentley) praktisch nur Portaltüren-Fahrzeuge (ausgenommen das Geländefahrzeug Range-Rover):
- 2002 Bentley State Limousine, eine von Bentley unter VW-Führung konstruierte Sonderanfertigung, von der nur zwei Stück als Repräsentationsfahrzeug für die britische Königin gefertigt wurden. In die allgemeine Produktpalette von Bentley floss diese Portaltüren-Ausführung als Stilelement jedoch nicht ein. Die Serienfahrzeuge von Bentley (und auch Maybach) sind mit normalen Türen ausgestattet.
- Rolls-Royce-Modellpalette seit 2003: Alle Modelle sind ausgestattet mit den bei Rolls-Royce „coach doors“ genannten Portaltüren, die unter BMW-Führung wieder eingeführt wurden, nachdem schon 1959 bis 1992 die in Handarbeit gefertigten RR-Modelle Phantom V+VI mit Portaltüren ausgestattet worden waren. Bei den Zweitürermodellen ab 2003 werden die beiden Türen hinten angeschlagen.

## Automobile mit hinten angeschlagenen Türen (Auswahl)

### Moderne Modelle
Portaltüren mit B-Säule
Vordertüren vorne angeschlagen, Hintertüren hinten angeschlagen
- Bentley State Limousine, 2002 gefertigte Repräsentationslimousine der britischen Königin (das allgemeine Produktprogramm von Bentley ist mit Normaltüren ausgestattet)
- Bufori Geneva (seit 2010 hergestellte malaiische Luxuslimousine)
- Citroën Ami (seit 2020) – Fahrer- und Beifahrertür sind gleich, um die Produktionskosten niedrig zu halten. Die Fahrertür ist daher hinten angeschlagen, die Beifahrertür vorne.
- Rolls-Royce: Alle Modelle seit 2003 mit Portaltüren/alle Zweitürer: Türen hinten angeschlagen
- Opel Meriva B, zweite Generation des Meriva, ab 2010: Portaltüren – bei GM/Opel Flex doors genannt
- W Motors Lykan HyperSport, 2014 eingeführter, zweitüriger Supersportwagen mit hinten angeschlagenen Scherentüren
- Lincoln Continental 80th Anniversary, limitiertes Sondermodell, 2019/2020
- Ferrari Purosangue (seit 2022)

Portaltüren ohne B-Säule
- Honda Element (2002–2011) – Doppeltüren, mit hinten angeschlagenen Türhälften
- Mazda RX-8 (2003–2012) – Doppeltüren, mit hinten angeschlagenen Türhälften
- Saturn Ion Quad Coupe (2003–2004) – Doppeltüren, mit hinten angeschlagenen Türhälften
- Dodge Ram Quad Cab – Doppeltüren, mit hinten angeschlagenen Türhälften
- Ford F150 XLT – Doppeltüren, mit hinten angeschlagenen Türhälften[4]
- Mini Clubman (2007–2014) – rechts eine Doppeltür mit hinten angeschlagener Türhälfte
- BMW i3 (2013–2022) – Doppeltüren, mit hinten angeschlagenen Türhälften
- Škoda Vision E (Konzeptfahrzeug, 2017)
- Nissan Navara D40 3. Generation (2005–2015) Nissan Navara King Cab
- Toyota FJ Cruiser (seit 2006) – Doppeltüren, mit hinten angeschlagenen Türhälften
- Mazda MX-30 (seit 2020) – Doppeltüren, mit hinten angeschlagenen Türhälften

Bei diesen Fahrzeugen lassen sich die hinteren Türhälften nur bei geöffneter Vordertür öffnen.

### Historische Fahrzeuge

#### Maximierte Fahrgastbequemlichkeit: Portaltüren = Vordertüren vorne – Hintertüren hinten angeschlagen
Merkmal von Portaltüren: Vordertüren vorne angeschlagen, Hintertüren hinten angeschlagen. Die beste Ein- und Ausstiegsbequemlichkeit für den Fahrgast ergibt sich, wenn auf die B-Säule verzichtet wird.
Portaltüren und markenspezifische Bezeichnungen: Rolls-Royce = coach doors, GM/Opel = Flex doors, Mazda = Freestyle doors,
- BMW 501, BMW 502 bzw. BMW 3.2 hintere Türen
- Cadillac Eldorado Brougham hintere Türen 1957–1958
- Delage Type D.8.120
- Delahaye Type 175
- Facel Vega Excellence 1958
- Fiat 1500 (1935)
- Ford Thunderbird – viertürige Modelle 1967–1971
- Ford Vedette und Vendôme 1947–1954 hintere Türen
- Lancia Aurelia B10 und Lancia Appia hintere Türen
- Lincoln Zephyr
- Lincoln Continental – hintere Türen bei viertürigen Modellen
- NSU Ro 80 2 Porte +2 – hintere Türen (Designstudie von 1971)
- Opel Kapitän hintere Türen 1948–1951
- Praga: Praga Alfa (Ausführung: geschlossener Fünfsitzer) sowie Praga Alfa Featon, Praga Piccolo (Ausführung: geschlossener Fünfsitzer)
- Rover P4, 60, 75, 90, 105 und 110 hintere Türen
- Rolls-Royce: Phantom V, Phantom VI
- Seat Bolero (1998, Studie)
- Steyr 100, 200, 220 (≈ 1935–1940), Portaltüren

#### Maximierte Einstiegsbequemlichkeit: Alle Türen hinten angeschlagen
Merkmal: Vordertüren und Hintertüren hinten angeschlagen bzw. bei zweitürigen Fahrzeugen (z. B. Coupé) die Türen hinten angeschlagen.
- Borgward Hansa 2400 1953–1958
- Citroën Typ H
- Fiat 500 Topolino – frühe Modelle, Fiat 1100 E 1949–1953
- Fiat 600 1955–1960, Seat 600 1957–1967
- Ford Taunus G93A 1951
- Goggomobil 1955–1964
- Gutbrod Superior 600 1950–1952
- Hanomag Partner 1951
- Jawa: Automodelle 1933–1951 – produzierte nur Kleinwagen/Zweitürer – Türen jeweils hinten angeschlagen
- Lagonda: Lagonda 2.6-litre Drophead Coupé (1947–1953), Lagonda 3-litre Drophead Coupé (1953–1958)
- Lloyd 300, 400, 600 und Alexander 1950–1961
- Maico Kleinwagen 500 1956–1958
- MG: Typ TC, Typ TD und Typ TF
- Morris Minor frühe Modelle
- NSU-Fiat: 1100 (1938), 600 (1958), jeweils Zweitürer-Modelle/Normal- und Cabrioversion – Türen hinten angeschlagen
- Oldsmobile F-35 und L-35 alle vier Türen
- Praga: bei LKW Praga V3S bis zur Produktionseinstellung 1984
- Saab 92, Saab 93 und frühe Modelle des 95, 96
- Saporoshez SAS-965/965A

#### Minimierte Produktionskosten: Alle Türen an der B-Säule
Merkmal: Beide Türen an der B-Säule angeschlagen: Vordertüren hinten angeschlagen, Hintertüren vorne angeschlagen
- AC 2 Litre 1947–1956, Petite 1953
- Alvis Typ 14 1946–1950, 3 Litre 1950
- Citroën: Citroën Traction Avant 11 CV und 15 CV, Citroën 2CV (die frühen Modelle)
- DKW Personenwagen 1950–1962, zuletzt nur noch bei den viertürigen und Kombi-Limousinen
- DKW-Schnellaster
- Fiat 600 Multipla
- Fiat 1100 (1953–1970)
- IFA F 8, IFA F 9
- Jaguar Mark V 3.5 Litre 1948–1951
- Maybach Zeppelin DS 8 je nach Karosseriebauer/Design 1930–1937
- Mercedes-Benz W 136 1936–1942 und 1947–1955
- MG: Typ Y,
- Peugeot 202 und 203
- Renault 4CV 1946–1961
- Škoda Superb (1934), 1101 1946, 1102 1950